# Meta Incognita Peninsula
Meta Incognita Peninsula är en halvö i Kanada.   Den ligger i territoriet Nunavut, i den östra delen av landet, 2 000 km norr om huvudstaden Ottawa.
Omgivningarna runt Meta Incognita Peninsula är i huvudsak ett öppet busklandskap. Trakten runt Meta Incognita Peninsula är nära nog obefolkad, med mindre än två invånare per kvadratkilometer.